# Annona cornifolia
Annona cornifolia A.St.-Hil. – gatunek rośliny z rodziny flaszowcowatych (Annonaceae Juss.). Występuje naturalnie we wschodniej części Boliwii, w Paragwaju oraz Brazylii (w stanach Goiás, Mato Grosso do Sul, Mato Grosso, Minas Gerais, São Paulo i Parana). 

## Morfologia
PokrójZimozielone drzewo lub krzew dorastające do 0,5–8 m wysokości.
LiścieMają kształt od owalnego do odwrotnie owalnego. Mierzą 4–12 cm długości oraz 2–8 szerokości. Są owłosione. Liść na brzegu jest całobrzegi. Wierzchołek jest ostry.
KwiatySą pojedyncze. Rozwijają się na szczytach pędów. Mają 6 płatków o białej barwie.
OwoceMają kształt od kulistego do odwrotnie gruszkowatego. Mają areole.

## Biologia i ekologia
Rośnie w lasach i na sawannach. Występuje na wysokości do 1000 m n.p.m.